# Avenue Chanzy (Nantes)
Pour les articles homonymes, voir Avenue Chanzy.
L'avenue Chanzy est une voie de Nantes en France.

## Situation et accès
Située dans le quartier Malakoff - Saint-Donatien, cette rue rectiligne longue de 400 mètres, bitumée et ouverte à la circulation, relie la rue Maréchal-Joffre à la rue Général-Margueritte. Elle rencontre sur son tracé que les rues Dufour, Préfet-Bonnefoy, Amiral-Ronarc'h, François-Joseph-Talma et Henri-Lasne.

## Origine du nom
Elle rend hommage au général Alfred Chanzy, commandant en chef de la seconde armée de la Loire durant la Guerre franco-allemande de 1870.

## Historique
Les avant-projets d'aménagement de la rue datent de 1881, et coïncident avec la construction de la « caserne Cambronne » qui abritera un régiment d'infanterie, et dont l'entrée principale se trouve dans l'axe de l'artère à son extrémité ouest.
En 1826, l'évêché décide l'ouverture d'un « Grand séminaire » dans lequel on enseignait la théologie et la philosophie. 200 élèves y seront comptabilisés en 1850. Les bâtiments qui bordent l'extrémité nord-est de la voie, sont agrandis par l'architecte Théodore Nau entre 1852 et 1870. En 1905, la loi de séparation des Églises et de l'État entraîne la suppression de la compagnie des prêtres de Saint-Sulpice qui gérait le séminaire, et l'expulsion des professeurs est ordonné un an plus tard. Restés vacants, les locaux sont occupés depuis 1910 par le lycée Eugène-Livet.
Son nom actuel lui a été attribué par arrêté en date du 9 janvier 1883.